# Intoxication au chloronaphtalène
 (novembre 2024).
La mise en forme du texte ne suit pas les recommandations de Wikipédia : il faut le « wikifier ».
Les points d'amélioration suivants sont les cas les plus fréquents. Le détail des points à revoir est peut-être précisé sur la page de discussion.
- Les titres sont pré-formatés par le logiciel. Ils ne sont ni en capitales, ni en gras.
- Le texte ne doit pas être écrit en capitales (les noms de famille non plus), ni en gras, ni en italique, ni en « petit »…
- Le gras n'est utilisé que pour surligner le titre de l'article dans l'introduction, une seule fois.
- L'italique est rarement utilisé : mots en langue étrangère, titres d'œuvres, noms de bateaux, etc.
- Les citations ne sont pas en italique mais en corps de texte normal. Elles sont entourées par des guillemets français : « et ».
- Les listes à puces sont à éviter, des paragraphes rédigés étant largement préférés. Les tableaux sont à réserver à la présentation de données structurées (résultats, etc.).
- Les appels de note de bas de page (petits chiffres en exposant, introduits par l'outil «  Source ») sont à placer entre la fin de phrase et le point final[comme ça].
- Les liens internes (vers d'autres articles de Wikipédia) sont à choisir avec parcimonie. Créez des liens vers des articles approfondissant le sujet. Les termes génériques sans rapport avec le sujet sont à éviter, ainsi que les répétitions de liens vers un même terme.
- Les liens externes sont à placer uniquement dans une section « Liens externes », à la fin de l'article. Ces liens sont à choisir avec parcimonie suivant les règles définies. Si un lien sert de source à l'article, son insertion dans le texte est à faire par les notes de bas de page.
- La présentation des références doit suivre les conventions bibliographiques. Il est recommandé d'utiliser les modèles {{Ouvrage}}, {{Chapitre}}, {{Article}}, {{Lien web}} et/ou {{Bibliographie}}. Le mode d'édition visuel peut mettre en forme automatiquement les références.
- Insérer une infobox (cadre d'informations à droite) n'est pas obligatoire pour parachever la mise en page.

Pour une aide détaillée, merci de consulter Aide:Wikification.
Si vous pensez que ces points ont été résolus, vous pouvez retirer ce bandeau et améliorer la mise en forme d'un autre article.
Cet article décrit les critères administratifs pour qu'une intoxication par les dérivés halogénés des hydrocarbures aromatiques (chloronaphtalènes, polychlorophényles, chlorobenzènes, bromobenzènes) soit reconnue comme maladie professionnelle en France. 

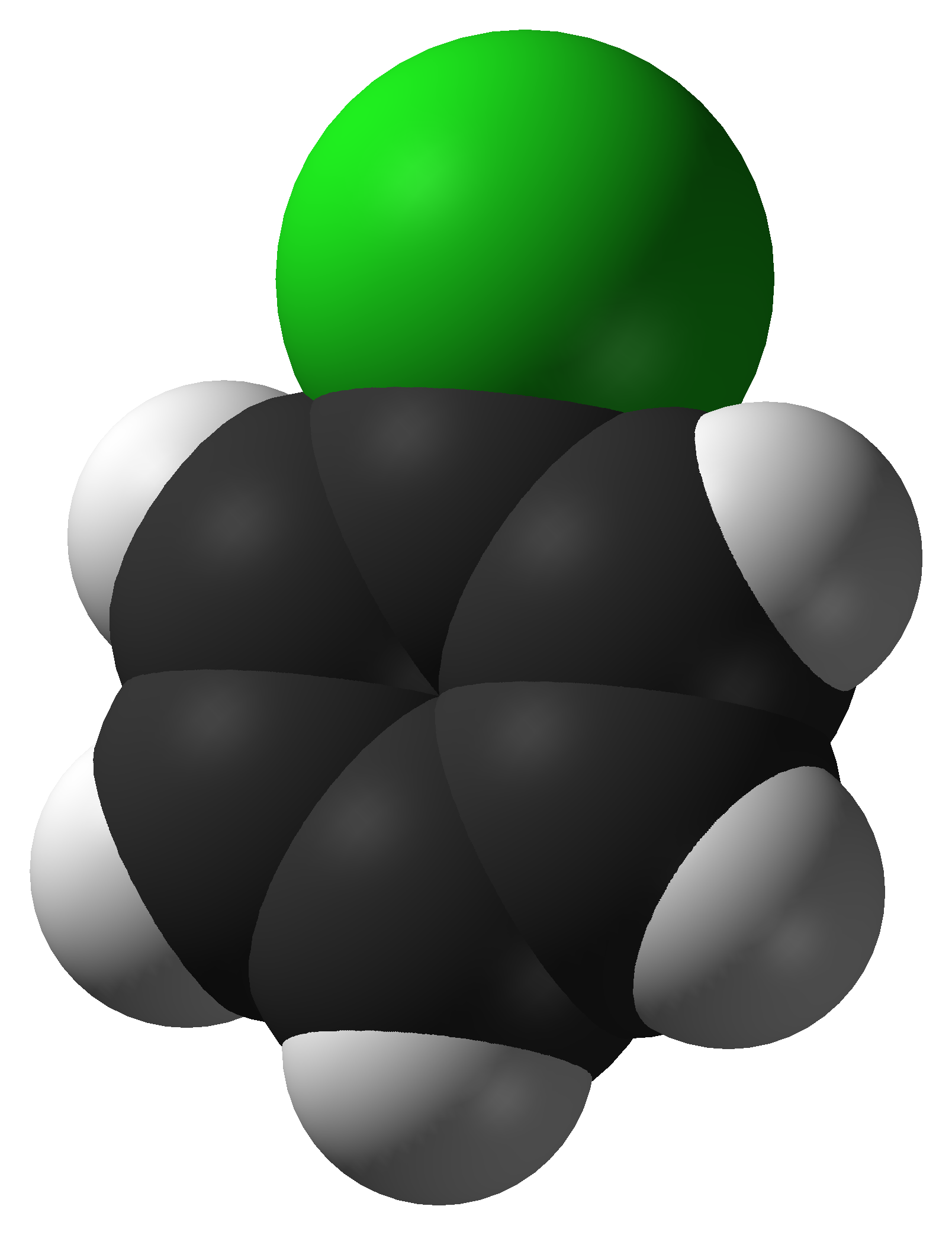
Structure de la molécule de Chlorobenzène.

## Législation enFrance

### Régime général
| Fiche Maladie Professionnelle | Fiche Maladie Professionnelle | Fiche Maladie Professionnelle |
| Ce Tableau définit les critères à prendre en compte pour qu'une affection provoquée par les dérivés halogènés des hydrocarbures aromatiques (chloronaphtalènes, polychlorophényles, chlorobenzènes, bromobenzènes) soit prise en charge au titre de la maladie professionnelle | Ce Tableau définit les critères à prendre en compte pour qu'une affection provoquée par les dérivés halogènés des hydrocarbures aromatiques (chloronaphtalènes, polychlorophényles, chlorobenzènes, bromobenzènes) soit prise en charge au titre de la maladie professionnelle | Ce Tableau définit les critères à prendre en compte pour qu'une affection provoquée par les dérivés halogènés des hydrocarbures aromatiques (chloronaphtalènes, polychlorophényles, chlorobenzènes, bromobenzènes) soit prise en charge au titre de la maladie professionnelle |
| Régime Général. Date de création : 18 juillet 1936 | Régime Général. Date de création : 18 juillet 1936 | Régime Général. Date de création : 18 juillet 1936 |
| Tableau N° 9 RG | Tableau N° 9 RG | Tableau N° 9 RG |
| Affections provoquees par les dérivés halogénés des hydrocarbures aromatiques | Affections provoquees par les dérivés halogénés des hydrocarbures aromatiques | Affections provoquees par les dérivés halogénés des hydrocarbures aromatiques |
| --- | --- | --- |
| Désignation des maladies | Délai de prise en charge | Liste indicative des principaux travaux susceptibles de provoquer ces maladies |
| Acné | 30 jours | Préparation, emploi, manipulation des chloronaphtalènes et des produits en renfermant, notamment |
| | | - Fabrication, des chloronaphtalènes ; - Fabrication de vernis, enduits, produits d'entretien, pâtes à polir, etc., à base de chloronaphtalènes ; - Emploi des chloronaphtalènes comme isolants électriques, en particulier dans la fabrication des condensateurs ; - Préparation et emploi des lubrifiants de remplacement contenant des chloronaphtalènes.                                 |
| | | Préparation, emploi, manipulation des polychlorophényles, notamment : - Emploi des polychlorophényles comme isolants électriques dans la fabrication et l'entretien des transformateurs et des condensateurs ; - Emploi des polychlorophényles dans les systèmes caloporteurs et les systèmes hydrauliques ; - Préparation, emploi, manipulation des polybromobiphényles comme ignifugeants. |
| Accidents nerveux aigus causés par le monochlorobenzène et le monobromobenzène | 7 jours | Préparation, emploi, manipulation du chlorobenzène ou du bromobenzène ou des produits en renfermant, notamment : - Emploi du chlorobenzène comme agent de dégraissage, comme solvant de pesticides ou comme intermédiaire de synthèse ; - Emploi du bromobenzène comme agent de synthèse. |
| Porphyrie cutanée tardive, causée par l'hexachlorobenzène,caractérisée par des lésions bulleuses favorisées par l'exposition au soleil et s'accompagnant d'élévation des uroporphyrines dans les urines.                                                                       | 60 jours | Préparation, emploi, manipulation de l'hexachlorobenzène, notamment : - Emploi de l'hexachlorobenzène comme fongicide ; - Manipulation de l'hexachlorobenzène résiduel dans la synthèse des solvants chlorés. |
| Date de mise à jour : 26 juin 1984 | | |

## Chloronaphtalènes

### Données professionnelles
Les chloronaphtalènes (PCN pour (en) Polychlorinated naphthalene) sont des produits fabriqués par réaction chimique entre le chlore le naphtalène, se présentant sous l’aspect d’un solide d’odeur douceâtre et âcre qui est fabriqué à partir du charbon ou du pétrole, et souvent utilisé pour le traitement anti-mite. La formule chimique générique est C10H10-nCln.
Les chloronaphtalènes commerciaux sont des mélanges de 75 isomères auxquels il faut ajouter les sous-produits. Ils sont souvent caractérisés par leur fraction en chlore total. Lorsque la proportion de chlore augmente, les PCN deviennent de plus en plus pâteux voire solides à température ambiante. Certains chloronaphtalènes ont été utilisés comme revêtements isolants pour câbles électriques. D'autres ont été employés pour le traitement du bois, comme additifs pour le caoutchouc et les plastiques, comme diélectriques pour les condensateurs et comme lubrifiants.

### Données médicales
Après environ vingt ans de production commerciale, les risques pour la santé ont commencé à être rapportés chez les travailleurs exposés aux chloronaphtalènes : éruptions cutanées sévères et atteintes hépatiques qui ont conduit à des décès parmi les travailleurs.Une conférence sur les dangers a été organisée à la Harvard School of Public Health en 1937, et plusieurs autres publications traitant des dangers des chloronaphtalènes ont été faites avant 1940. Les choronaphtalènes contenant trois atomes de chlore ou davantage par molécule ont habituellement été considérés comme plus dangereuses que les molécules moins chlorées, mais lorsqu’on approche du nombre maximum de huit atomes, les risques semblent diminuer.
Il y a eu environ quarante ans de décalage entre la divulgation des risques des chloronaphtalènes et la mise en œuvre d’une réglementation gouvernementale. Aux États-Unis, l'exposition aux chloronaphtalènes a été radicalement réduite après 1976, à la suite de la promulgation du Toxic Substances Control Act. Les grands fabricants d'équipements ont interdit l’utilisation des chloronaphtalènes dans leurs produits, et les principaux producteurs ont abandonné leur activité. En 1983 la production mondiale de chloronaphtalènes était presque arrêtée à l'exception de petites quantités utilisées pour l'expérimentation et la recherche. Jusqu'à ces dernières années Du Pont de Nemours produisait un caoutchouc synthétique, le Néoprène FB, fabriqué en Irlande du Nord à partir de pentachloronaphtalène. Aujourd'hui, les chloronaphtalènes sont commercialisés par quelques entreprises seulement, dont Ukrgeochem de Simferopol, en Ukraine.
Alors que certains cloronaphtalènes peuvent être décomposés par la lumière du soleil et, à un rythme très lent, par certains micro-organismes, de nombreux chloronaphtalènes persistent dans l'environnement. Après plus de 80 années d'utilisation et une production totale de plusieurs centaines de millions de kilogrammes, les résidus des chloronaphtalènes ont été largement disséminés. Une exposition aiguë provoque la chloracné. L'exposition chronique augmente le risque de maladie du foie. Une augmentation des risques de survenue d’un cancer a été suspectée, mais à ce jour non encore démontrée. Les préoccupations actuelles à propos des chloronaphtalènes concernent notamment leur libération comme sous-produits d'incinération des déchets
.

### Étiquetage:Phrases de risqueetconseils de prudenceselon l'INRS

Xn-Nocif

N-Dangereux pour l'environnement

Xn-Nocif

N-Dangereux pour l'environnement

| Exposé des risques et mesures de sécurité | Exposé des risques et mesures de sécurité                                                                                    |
| ----------------------------------------- | --- |
| R: 21/22                                  | Nocif par contact avec la peau et par ingestion.                                                                             |
| R: 36/38                                  | Irritant pour les yeux et la peau..                                                                                          |
| R: 50/53                                  | Très toxique pour les organismes aquatiques, peut entraîner des effets néfastes à long terme pour l'environnement aquatique. |
| S: 35                                     | Ne se débarrasser de ce produit et de son emballage qu’en prenant toutes précautions d’usage.                                |
| S: 60                                     | Éliminer le produit et son récipient comme un déchet dangereux.                                                              |
| S: 61                                     | Éviter le rejet dans l’environnement. Consulter les instructions spéciales/la fiche de données de sécurité.                  |
| 203-474-9                                 | Etiquetage CE. |

## Polychlorobiphényles

### Données professionnelles
Les polychlorobiphényles (PCB) aussi appelés, notamment au Québec, biphényles polychlorés (BPC), constituent une famille de composés aromatiques organochlorés dérivés du biphényle industriellement synthétisé, proche des polychloroterphényles, polychlorodibenzo-furanes et des dioxines.
Ils sont parfois dénommés à tort « Pyralènes » dans les régions et pays francophones (du nom commercial d'un produit à base de PCB autrefois très utilisé en Europe dans les transformateurs).
Usages - Ces molécules ont été massivement utilisées des années 1930 aux années 1970 comme lubrifiant, pour la fabrication des transformateurs électriques, condensateurs, sectionneurs de puissance, ou comme isolateurs dans des environnements à très haute tension (THT) en raison de leur relative ininflammabilité et de leurs excellentes caractéristiques diélectriques (Ils étaient alors mélangés à des chlorobenzènes). Ils ont aussi été utilisés comme fluides caloporteurs (dans les environnements à risque d'incendie, dont les navires transportant des carburants), ou comme fluides hydrauliques dans des environnements à risque ou à contraintes thermiques (mines..). On les a aussi utilisés dans les moteurs de pompe, fours à micro-ondes, ou comme additifs d’huiles ou de produits de soudures, dans certains adhésifs, peintures et jusque dans des papiers autocopiants.

### Données médicales
Chez l'homme, des intoxications collectives ont montré (exemple : en 1968, à Yusho (Japon), avec environ 1 800 personnes collectivement intoxiquées, victimes d'éruptions cutanées, des troubles digestifs et oculaires, d'engourdissements de membres attribués 6 mois après à une contamination d'huile alimentaire par des PCB à la suite de la fuite d'un compresseur dans des proportions de 2000 ppm (= 2 pour mille soit 0,2 %). Des intoxications professionnelles ou accidentelles (avec doses de 800 à 1 000 mg/kg de PCB) ont induit des réactions cutanées (acné, hyper pigmentation, kératose, hyper sudation) avec impacts oculaires (œdème des paupières, larmoiements). Une fatigue générale, anorexie, amaigrissement, atteinte hépatique, bronchite, ou neuropathies périphériques, perturbations endocriniennes peuvent également survenir, avec régression dans l'année. Des anomalies congénitales (peau, muqueuse et phanères) sont survenues chez des enfants de femmes contaminées lors de leur grossesse (par huile contaminée par des PCB). 

En 1979, 2 000 personnes furent intoxiquées à Yu-Chen (Taïwan) de la même manière.
Selon « Le monde selon Monsanto » Monsanto aurait eu connaissance de la toxicité des PCB au moins dès 1937.

### Risque cancérogène
La plupart des PCB sont des cancérogènes probables, des perturbateurs endocriniens et/ou des inducteurs enzymatiques susceptibles de perturber le métabolisme. 

Ces molécules sont rarement recherchées - hors risques liés à une exposition professionnelle - car les analyses en sont encore très coûteuses et nécessitent une interprétation par un spécialiste. Il est parfois considéré comme un traceur d'autres organochlorés (dioxines, furanes).
Risque cancérigène - L'agent et/ou le mélange est classé par le CIRC comme « probablement cancérogène pour l'homme » (groupe 2A). Pour le N.T.P. : « La substance est raisonnablement anticipée cancérogène » (R),,.

## Chorobenzène

### Données professionnelles
Le chlorobenzène est un composé organique aromatique monocyclique, de formule chimique C6H5Cl, constitué d'un noyau benzénique substitué par un atome de chlore.
Il a été préparé pour la première fois en 1851 par réaction du phénol et du pentachlorure de phosphore. Il a, notamment au début du XXe siècle et durant la Première Guerre mondiale, servi à fabriquer la mélinite (acide picrique), explosif très puissant, le plus utilisé à l'époque.
Dès 1960, sa production a décliné aux États-Unis, au profit du cumène (utilisé pour synthétiser le phénol) et à la suite de l'abandon progressif du DDT.
Le chlorobenzène est ou a été utilisé comme intermédiaire de synthèse en chimie, dont pour fabriquer des pesticides, notamment le DDT obtenu par réaction avec du trichloroacétaldéhyde...Et des désherbants ou fongicides (antimite notamment) (Le DDT est aujourd'hui interdit ou fortement réglementé)
Il a été très utilisé pour produire le phénol, l’aniline et comme solvant (nettoyage des graisses).
Dans les réactions de substitution électrophile, c'est un ortho-para directeur désactivant.

### Données médicales
C'est une substance nocive, à manipuler avec précautions.
Sa limite d'exposition professionnelle est fixée en France à 10 ppm, soit 46 mg/m3 d'air.

### Étiquetage:Phrases de risqueetconseils de prudenceselon l'INRS
| Exposé des risques et mesures de sécurité | Exposé des risques et mesures de sécurité                                                                               |
| ----------------------------------------- | --- |
| R: 10                                     | inflammable. |
| R: 20                                     | nocif par inhalation.                                                                                                   |
| R: 51/53                                  | Toxique pour les organismes aquatiques, peut entraîner des effets néfastes à long terme pour l'environnement aquatique. |
| S: 24/25                                  | Éviter le contact avec la peau et les yeux.                                                                             |
| S: 61                                     | Éviter le rejet dans l’environnement. Consulter les instructions spéciales/la fiche de données de sécurité.             |
| 203-628-5                                 | Etiquetage CE. |

## Sources spécifiques
- (fr) Tableau N° 9 des maladies professionnelles du régime Général

## Sources générales
- (fr) Tableaux du régime Général sur le site de l’AIMT
- (fr) Guide des maladies professionnelles sur le site de l’INRS